# Pierre Joubert
Pierre Joubert (Parijs, 27 juni 1910 - La Rochelle, 13 januari 2002) was een Frans illustrator en striptekenaar. Hij verwierf vooral bekendheid voor zijn vele illustraties voor de scouting.

## Carrière
Joubert studeerde aan de École des Arts Appliqués in Parijs. In 1926 verschenen zijn eerste tekeningen in het Franse scoutingblad Scouts de France. Tussen 1927 en 1934 publiceerde hij illustraties in het nieuwsblad L'Illustration. Vanaf 1934 werkte hij samen met de uitgeverij van Scouts de France voor vele scouting gerelateerde uitgaven, onder meer kalenders.
Vanaf 1937 kwam daar ook de samenwerking met uitgeverij Alsatia bij, waarvoor Joubert illustraties verzorgde voor vele jongensboeken in de reeks Signe de Piste, waar ook René Follet voor werkte. Hier illustreerde hij bijvoorbeeld de serie Prince Éric geschreven door Serge Dalens.
In de jaren vijftig van de 20e eeuw leverde Joubert ook illustraties voor de reeksen Marabout Junior en Pocket Marabout van de uitgeverij Marabout publishers, waaronder de boekenreeks Bob Morane geschreven door Henri Vernes.
In de jaren tachtig van de 20e eeuw illustreerde Joubert onder meer boeken in de reeks La Vie Privée des Hommes van Hachette.
Naast zijn vele illustratiewerk maakte Joubert een drietal strips. In 1935 maakte hij de strip Gribouille scout voor uitgeverij Éditions de la Flamme. In 1942 en 1943 tekende Joubert twee verhalen in de stripreeks Pouf et Sulfate op scenario van Louis Simon voor Scouts de France, die pas in 1999 door de uitgeverij Alain Gout werd gepubliceerd in albumvorm.
In 1986 bracht Joubert het autobiografische boek Souvenirs en vrac uit bij éditions Universitaires, in 2000 heruitgegeven door uitgeverij Fleurus.
Van 9 oktober tot 12 december 2010 vond er in het Musée Lambinet in Versailles een overzichtstentoonstelling van zijn werk plaats, waarbij het boek Une Vie d'Illustration werd uitgegeven. Van 1 juli tot 17 september 2017 vond er in het Haras de la Vendée in La Roche-sur-Yon een tentoonstelling plaats getiteld "A CHEVAL A TRAVERS L'HISTOIRE" over het deel van Jouberts oeuvre gericht op historische tekeningen.

## Oeuvre (selectie)

### Verzamelwerken
- Pierre Joubert, Illustrateur de l'adolescence (1979), éditions de l'Epi
- Pierre Joubert, Chefs d'œuvre (1981-1985), 4 delen, éditions Alain Littaye
- Scouts (1998), Hors commerce
- Marine (1999, 2005), 2 delen, Alain Gout & éditions Delahaye
- Pierre Joubert, À propos de Bob Morane et Signe de piste, par Stéphane Caluwaerts et Michel Jacquemart (2001), Nautilus éditions
- Pierre Joubert Signe de piste - 70 ans d'illustration pour Signe de piste (2005-2011), 5 delen, éditions Delahaye
- L'Aventure Marabout (2006), éditions Delahaye
- Du temps ou j'étais "Boiscout", carnets de croquis de mes années de scoutisme 1925-1935 (2010), éditions l'âge d'or
- Une Vie d'Illustration (2010),  éditions Delahaye

### Illustraties
- L'Histoire illustrée (1974-1987), 6 boeken, éditions Ouest-France
- La vie privée des hommes (1977-1984), 5 boeken, Hachette
- Le livre de la jungle (1989), door Rudyard Kipling, Fleurus
- L'Île au trésor (1992), door Robert Louis Stevenson, Fleurus